# 鳟鱼 (艺术歌曲)

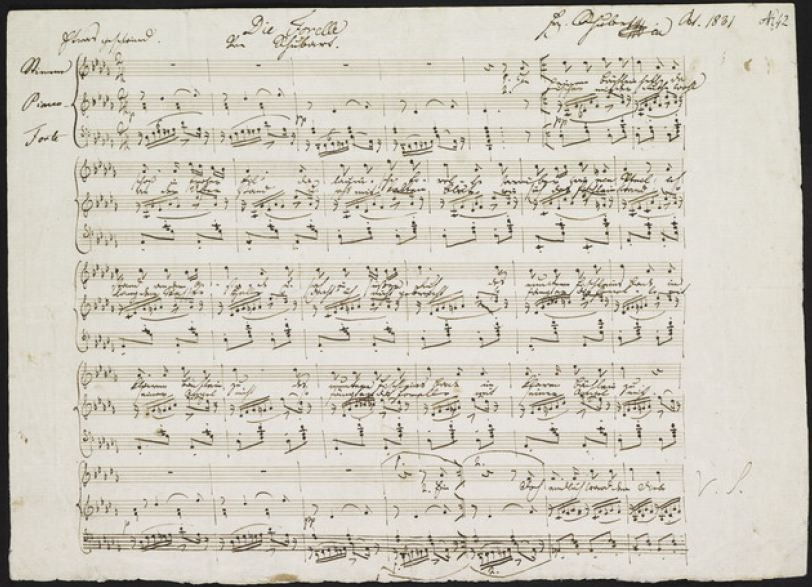
艺术歌曲《鳟鱼》的手稿

《鳟鱼》（德語：Die Forelle），作品32，D. 550，是奥地利作曲家弗朗茨·舒伯特于1817年初为人声独唱及钢琴伴奏写成的一首藝術歌曲。歌词来源于克里斯汀·舒巴特的诗歌。1873年，诗歌首次在《施瓦本音乐年鉴》上出版。原诗讲述了一只鳟鱼不幸被渔夫设计捕捉的故事，并在最后一节揭示了全诗的寓意：妙龄女子要提防年轻男子。为避免误会，舒伯特将该诗写入歌词时删掉了最后一节带有警示意味的诗句，以便男女歌者皆适宜演唱这首艺术歌曲。舒伯特对歌曲共做了六次细微的修订。
这首歌始于降D大调，采用改进过的一部曲式。每节诗的前两句结构相同，但在末节的开头有所变化，以给人留下鳟鱼被抓住的印象。奧托·埃里希·多伊奇在他编纂的舒伯特作品名录中将这首歌曲编为第550号作品，即D.550。音乐学家玛乔丽·温·赫希将其称作舒伯特艺术歌曲中一首“情节波澜起伏的抒情歌曲”。
在舒伯特所处的年代，这首歌已成为脍炙人口的作品，以至于他还受人委托将该作品加以改编成室内乐。改编的作品即《鳟鱼五重奏》（D.667），舒伯特将原来的歌曲加以变奏，谱写成这部五重奏作品的第四乐章。

## 歌词来源

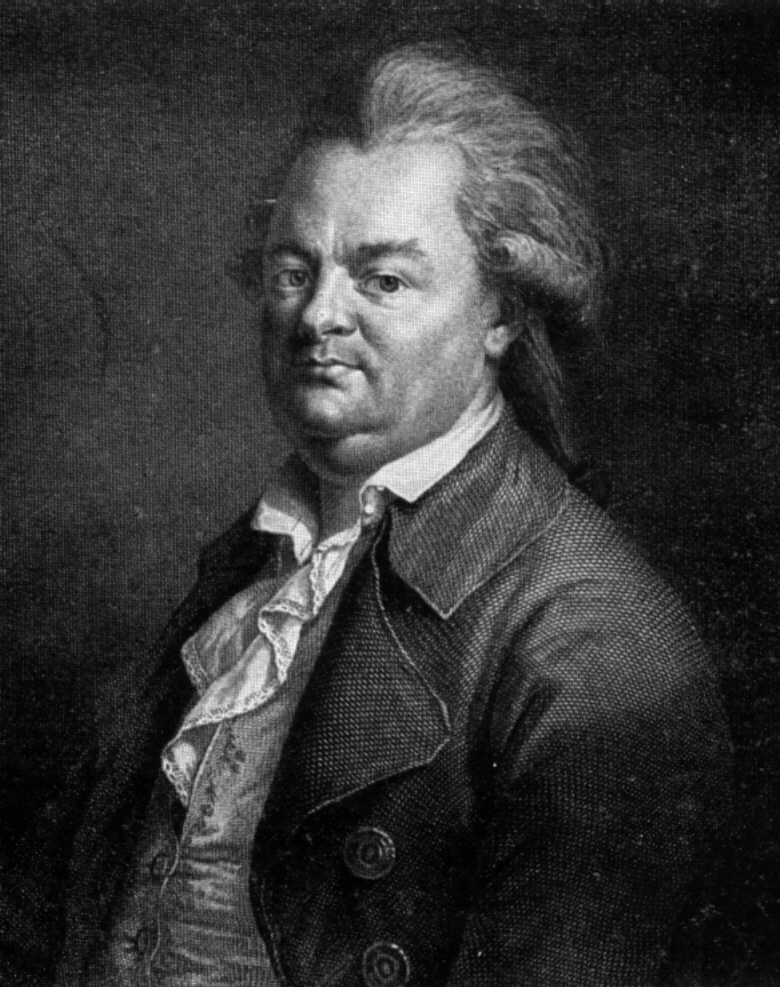
诗歌作者克里斯汀·舒巴特，原诗作写于1783年

这首艺术歌曲的歌词来源于克里斯汀·弗里德里希·丹尼尔·舒巴特的诗作。关于克里斯汀·舒伯特自身造诣意见不一（Opinion is divided on his abilities）：《音乐时报》因其作品在舒伯特引用后才渐有反响而将其视为“最默默无闻的诗人之一”（"one of the feeblest poets" whose work was used by Schubert），还称他“精于构思惊艳之作”。著名男中音、音乐作家迪特里希·菲舍爾-迪斯考认为克里斯汀·舒巴特是“一位极具才华的诗人、音乐家与演说家”。原诗作于1782年，彼时克里斯汀·舒巴特被关押在霍恩纳施贝格城堡。1777年至1787年，他在此地因羞辱符腾堡公爵卡尔·欧根的情妇而监禁长达十年。诗歌在1783由《施瓦本音乐年鉴》出版，共四诗节。
研究舒伯特的学者约翰·里德认为这首诗“矫情”且“不切实际”。因为末诗节“尖锐地指出年轻女孩应警惕勾引她们地青年男子”而显得作者观点过于“偏激”。研究者托马斯·克莱默注意到到诗篇《鳟鱼》“将自己假拟作天真的鳟鱼不太常见”，并将其看作是“一个性寓言”。菲舍爾-迪斯考将这首诗理解成“富有巴洛克式的……说教”。舒伯特并未将末节诗放入他的作品中，而是集中笔墨描绘了鳟鱼和渔夫的故事，同时点明旁观者对鳟鱼被渔夫捕捉的态度。
| -{Die ihr am goldnen Quelle Der sichern Jugend weilt, Denkt doch an die Forelle, Seht ihr Gefahr, so eilt! Meist fehlt ihr nur aus Mangel Der Klugheit. Mädchen seht Verführer mit der Angel! Sonst blutet ihr zu spät.}- | 单纯的青年站在金色泉水边 你们要以小鳟鱼为戒： 察觉危险，就须快跑！ 你们常缺乏心眼而犯错 姑娘们，看清拿钓竿勾引你们的人！ 否则你们会受苦而追悔莫及 |

## 创作过程

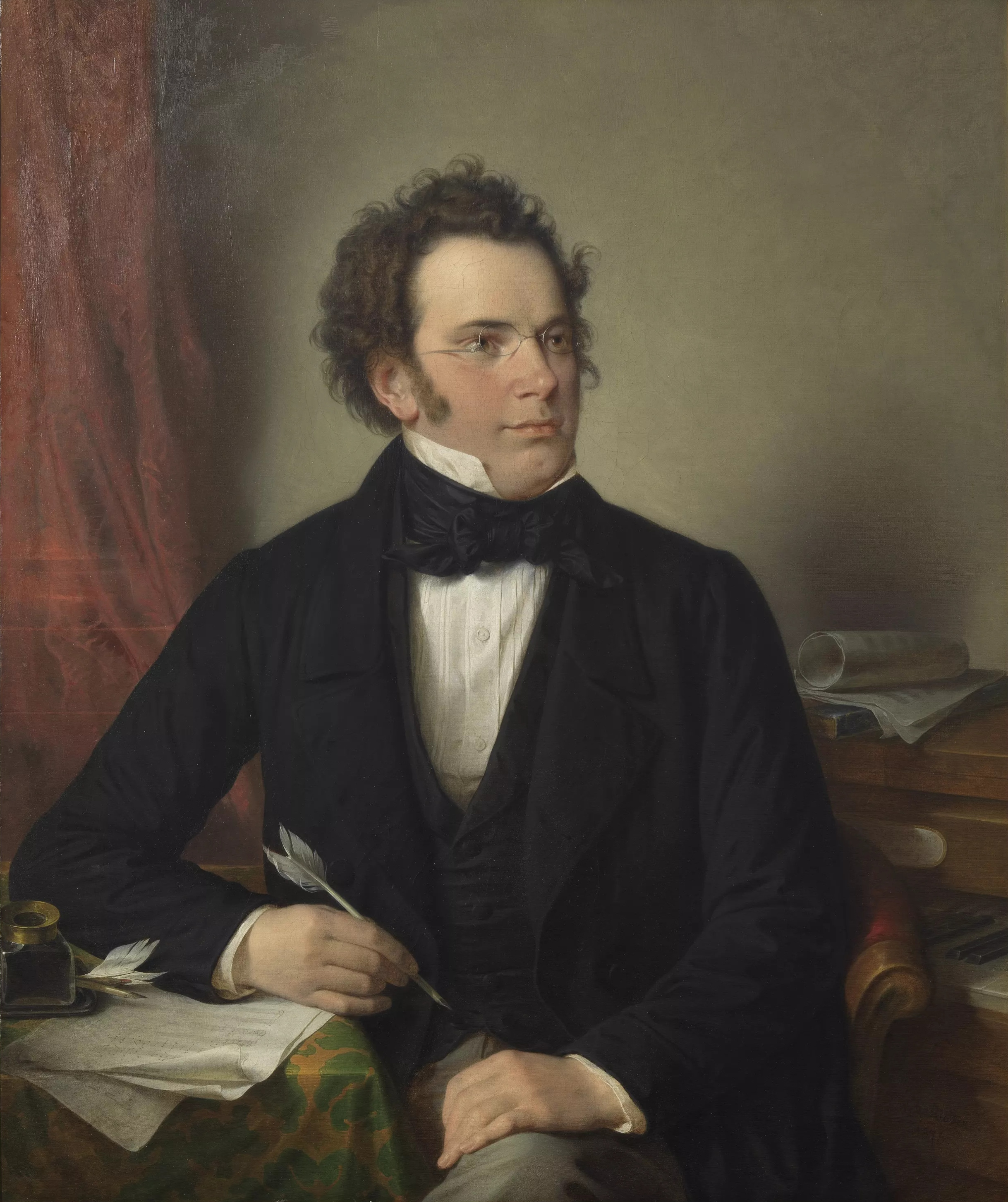
威廉·奥古斯特·里德作水彩画，舒伯特肖像，1825年

1815年，舒伯特以路德维希·戈特哈德·科泽加滕的作品为基础创作了一系列艺术歌曲，共计20首。其中一首《幻象》（德語：Die Erscheinung，D. 229）作于1815年6月，约翰·里德认为这首歌曲是《鳟鱼》的先导，因其和其他相似的作品“表达了远比其短小体裁更为宏大的感情色彩”。从翌年直至1821年，舒伯特运用舒巴特的诗歌创作了四首艺术歌曲：《死亡颂》（德語：An den Tod，D. 518）、《致我的钢琴》（德語：An mein Klavier，D. 342）、《鳟鱼》（德語：Die Forelle，D. 550）及《一个士兵的战争之歌》（德語：Grablied auf einen Soldaten，D. 342）。尽管《鳟鱼》的初版手稿已经散佚且其创作的确切日期未知，但普遍认为这首歌曲创作于1817年初。舒伯特在同一年创作了《死神与少女》及《致音乐》。
在舒伯特写下这首艺术歌曲后，其友约翰·利奥波德·埃布讷告诉舒伯特他在无意间在《鳟鱼》中部分化用了贝多芬的《科里奥兰序曲》。听到二者相提并论后，舒伯特决定销毁手稿，但被埃布讷和其他人制止。1820年12月9日，该歌曲作为舒伯特艺术歌曲编号目录的补充部分在《维也纳日报》上刊载。这并未给舒伯特带来任何报酬，却免费宣传了其作品。
《鳟鱼》是降D大调乐曲，为人声独唱及钢琴而作。歌曲使用了改良后的一部曲式，即在正常“诗歌式音乐”的基础上只对一句诗进行改动。据美国历史学家马克·林格称，舒伯特使用的“音乐结构反映世间的万物轮回，表现了生命从天真无邪到世故的过程”。舒伯特曾指明该曲在演奏时应“略微活泼”（德語：Etwas lebhaft）。
诗句的变化始于第三节，表明歌曲中这一部分是“戏剧性的情节”。菲舍爾-迪斯考将此称为“附带终曲（德語：Abgesang）的一部曲式范例……在变形后（a classic example of the strophic song with Abgesang... 'after-strain'）”。所谓的“变形”即指诗文末节。作曲家、研究舒伯特学者布莱恩·纽博尔德发现末诗节在四分之三处被分为两段，给听众留下鳟鱼被捕的印象，并且将后一部分独立成段（for three-quarters of the song's final stanza, Schubert departed from the strophe to give a musical impression of the trout being caught, but returned to the strophe for the final couplet.）。在第一段中，初始的节奏型由钢琴弹出，展现了鳟鱼在水中畅游的情景。当渔夫捉住鳟鱼时，人声由大调变为小调；钢琴演奏的音符也变得沉郁幽暗，后续的乐句多次被“不安的休止打断”。马克·林格认为，旋律焕发着“民间风格的质朴”（folklike naïveté）并“传达出欢喜积极的力量”。
舒巴特的原诗显露出作者的成见：女人应当心年轻男子。舒伯特删去最后一节诗，模糊了歌中叙述者的性别。

## 各式版本
1817年，在舒伯特完成他的首版作品后他还亲自改写了六次，形成了六分手稿。后面的几次修改相比之前的变动不大，所以这并非是舒伯特企图改进作品。纽博尔德认为舒伯特如此相近的几次修改是“音乐家的壮举……标志着舒伯特对音乐语言的运用已经自然娴熟。”不同版本的手稿间差异十分微小：约翰·里德称，“原作的速度标记与前奏和尾声……存有可疑之处。”第一版的乐曲中带有“中速的”（德語：Mässig）标记，且无引子部分，尽管“相似的引子已在七个小节的终曲中出现。“该草稿创作的日期不明，但在1817年起就已经出现在施泰德、埃布讷与辛德勒的集书中于隆德（is kept in the Stadler, Ebner and Schindler collection in Lund）。第二份的抄本应作于1817年五月或六月，见于弗朗茨·赛尔斯·坎德勒的集书。该版本有“不应太快”（德語：Nicht zu geschwind）的标记。
第三版乐曲应作于1818年2月21日晚。这天晚上舒伯特正与其作曲家同侪，同时亦是好友的安塞尔姆·胡藤布伦勒共饮匈牙利产的红酒。安塞尔姆谈及其兄弟约瑟夫酷爱舒伯特的作品。而舒伯特手上恰好有一份看起来“有些杂乱”的《鳟鱼》的抄本。这是因为舒伯特醉醺醺的状态导致了抄本脏乱，这也解释了后来舒伯特给约瑟夫乐谱的随附注解：“就在我匆忙地准备送东西时，我迷迷糊糊地拿起墨水瓶，却平静地倒在乐谱上面。真是一场灾难！”在丢失前，这份手稿被胡藤布伦勒家族保存了许多年，并得以在1870年被拍摄记录。舒伯特还对《鳟鱼》进行了进一步改动。这一版本的乐谱于1820年在《维也纳日报》上出版。而最后一份副本于1821年10月出版，见于《新全集》（Neue Ausgabe）。终版乐谱有着“五个小节的钢琴前奏”，如今这份乐谱被格特鲁德·克拉克·惠托尔基金会保留下来，藏于美国国会图书馆。
1819年，在施泰爾的一位音乐赞助者、业余大提琴手西尔维斯特·鲍姆加特纳委约舒伯特以《鳟鱼》为基础创作一部室内乐作品；舒伯特随即为钢琴及弦乐器创作了一部五重奏。该作品的第四乐章即采用《鳟鱼》旋律并加以变奏。因此这部作品很快以《鳟鱼五重奏》（D.667）为别名而闻名。后来，李斯特将《鳟鱼》改编转录为钢琴独奏曲目，并且有两个版本。第一版作于1844年，是其作品《弗朗茨·舒伯特的六段旋律》（S 563）中的第六部分。第二版的转录作于1846年（S 564）。

## 后世影响
《鳟鱼》在问世后对其评论少之又少。不过学者里德认为这首歌曲问世后“即受到欢迎”，舒伯特在1819年委约创作的《鳟鱼五重奏》可证明《鳟鱼》“已经广受欢迎”。纽博尔德同意里德的观点，并指出《鳟鱼五重奏》“的诞生就承认了《鳟鱼》于19世纪维也纳的迅速成名，这就好比歌曲登上畅销榜单（acknowledging the song's meteoric rise up early nineteenth-century Vienna's equivalent to the charts）”菲舍爾-迪斯考从更加长远的角度来看《鳟鱼》的流行度，写道：“生动的画面、加上水上”波澜起伏“的场景情节，以及丰富的旋律，足以说明其广受吸引的原因。”
三星制造的乾衣機因在滚筒干燥结束后会播放一段长30秒的歌曲《鳟鱼》而为人所知。